# Giuliano Rossi
Giuliano Rossi (Sestri Ponente, ... – 1657) è stato un poeta italiano.

## Biografia
Il Rossi fu una delle figure più importanti del panorama culturale genovese del XVII secolo. Usò come nome d'arte Todaro Conchetta.

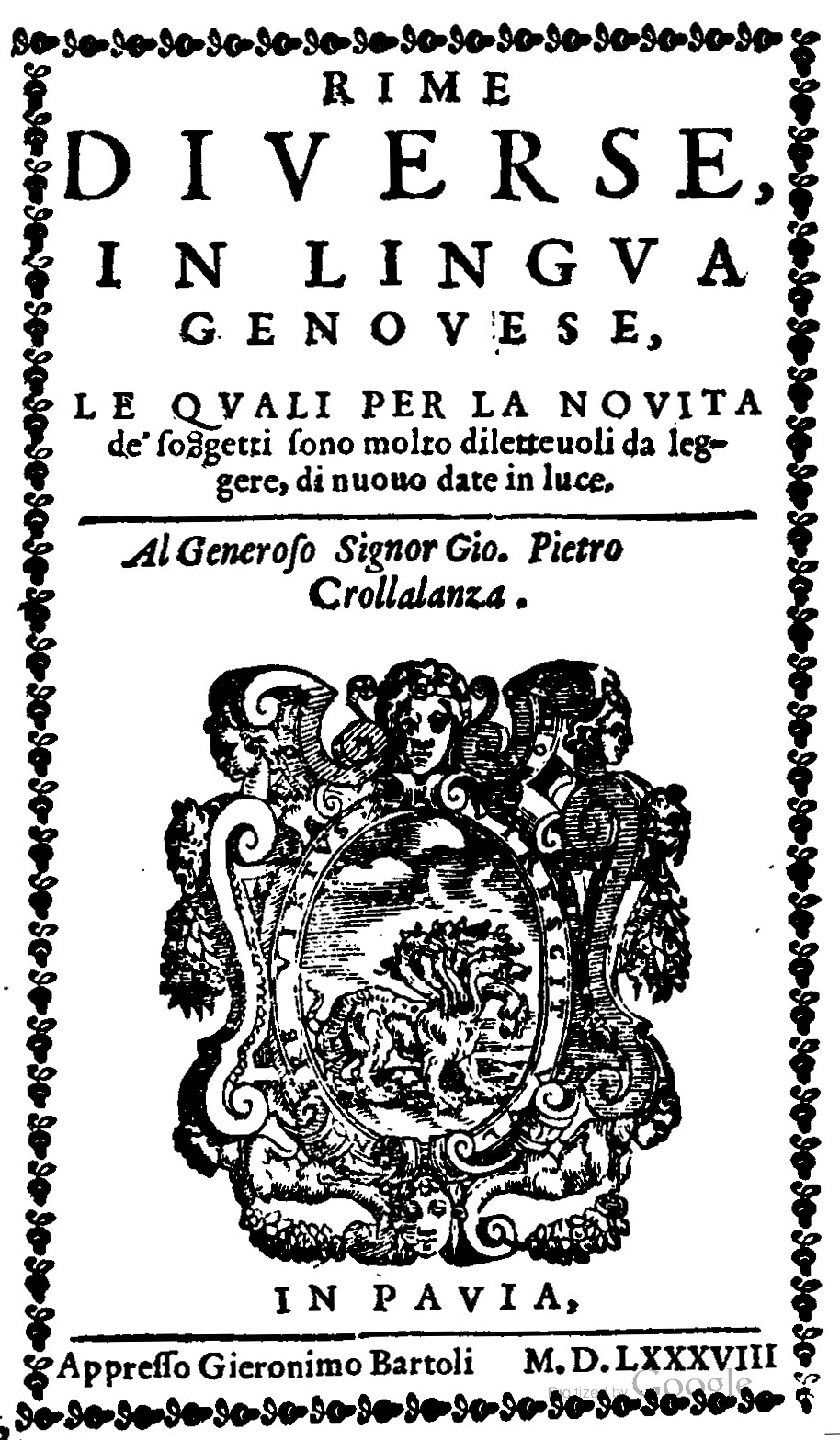
Frontespizio del "Rime diverse in lingua genovese".

Nel 1612, benché giovanissimo, ebbe inseriti alcuni suoi componimenti nell'antologia della poesia genovese Rime diverse.
Entrato in buoni rapporti con la nobiltà genovese che veniva a villeggiare a Sestri Ponente grazie alla sua eloquenza ed alle sue performance artistiche, il Rossi diviene una delle figure più ricercate dei salotti culturali del capoluogo ligure. Inizialmente poté porsi quasi da pari con l'aristocrazia genovese ma, a seguito del suo dissennato stile di vita, al di là delle proprie reali possibilità economiche, si ridusse ad una sorta di erudito giullare dell'élite cittadina.
La sua poesia fu quasi sempre leggera e scherzosa, adatta ad intrattenere l'alta società genovese e, raramente andò ad affrontare temi di carattere sociale o morale.
Conobbe e fu in contatto con i principali autori genovesi, tra cui Luca Assarino, Andrea Spinola e Gian Giacomo Cavalli, di cui riconobbe sempre la maggiore caratura artistica.
Morì nell'epidemia di peste che colpì il capoluogo ligure nel 1656/1657 ed a cui aveva dedicato il suo ultimo componimento Descrizione della peste.

## Opere
- Baxo rapio
- L'autò essendo a Gavi scrive rou presente
- Ro viaggio de Venexa
- Incoronation dro Duxe Alessandro Spinnoa
- Bigiettin scrito à ro signor N. in ra morte dolorosa dell'aze de sò signoria
- Rime morali
- Sciù re ciere fase
- Descrizione della peste